# Samuel Konya
Samuel Konya (Brașov, 1845-Bucarest, 1940) fue un químico y profesor rumano.

## Biografía
Nació en 1845 en Kronstadt, en Transilvania. Estudió en el gymnasium local hasta la edad de quince años cuando marchó a Bucarest, donde ingresó como alumno en la farmacia Lochmann. Luego marchó a Viena en 1664 y allí terminó sus estudios y realizó análisis químicos, obteniendo el título de doctor en Química. Al regresar a Rumanía, Konya se instaló en 1872 como farmacéutico en Iaşi y comenzó numerosas investigaciones científicas sobre las aguas minerales de Moldavia, contribuyendo a la popularización de las aguas de Slănic y al desarrollo de este establecimiento balneario, además de investigar las aguas de Bălțătești y Breaza. En 1885, fue durante algún tiempo profesor de química médica en la facultad de medicina de la Universidad de Iași y luego varias veces concejal municipal. Descrito como un «pionero de la investigación farmacéutica en Rumania», falleció el 2 de abril de 1940 en Bucarest.